# Alexandre Colyn
Alexandre Colyn (aussi Colin ou Colins) (1527/29 – 17 août 1612) est un sculpteur flamand.

## Biographie
Colyn naît à Malines en  Flandre. En 1563, il se rend  à Innsbruck à l'invitation de l'empereur Ferdinand Ier, pour travailler sur le magnifique monument à Maximilien Ier alors en train d'être érigé dans la nef de l'église des Franciscains. Des vingt-quatre  altirilievi (hauts-reliefs) en marbre représentant les principaux actes et victoires des empereurs qui ornent les côtés de ce tombeau, vingt ont été exécutés par Colyn, apparemment en trois ans. L'œuvre montre une remarquable combinaison de vivacité et d'esprit avec un soin et une finition extrêmes, sa délicatesse rivalisant avec celle d'un beau camée. Bertel Thorvaldsen passe pour l'avoir nommé la meilleure création de ce genre. Colyn, qui est sculpteur ordinaire à la fois de l'empereur et de son fils, l'archiduc Ferdinand du Tyrol, créé beaucoup d’œuvres pour ses clients à Innsbruck et dans son voisinage. On peut citer en particulier les sépulcres de l'archiduc et sa première épouse, Philippine Welser, tous deux dans la même église que le monument à Maximilien et celui à l'évêque Jean Nas. Le tombeau de son épouse Maria de Vleeschouwer est de sa main et datée 1594. Sa propre tombe dans le cimetière d'Innsbruck porte un beau bas-relief exécuté par un de ses fils.
À Prague il réalise également (1566-1590) le mausolée royal de la cathédrale Saint-Guy au château de Prague. Il s'agit d'un tombeau de marbre où sont représentés et enterrés des membres de la monarchie de Habsbourg : l'empereur Ferdinand Ier avec son épouse Anne Jagellon et leur fils l'empereur Maximilien II.
Il est crédité d'avoir importé le style des cours européennes en  Allemagne où il crée (1558-59) la sculpture du Ottheinrichsbau au château de Heidelberg dans le Bade-Wurtemberg. Il contribue à la tombe de Ferdinand II qu'il a dessinée et à celle de Maximilien Ier sur laquelle il sculpte un certain nombre de bas-reliefs en marbre.

## Élèves
Parmi ses collègues et élèves dans son atelier d'Innsbruck figurent son fils Andreas Colyn, aussi connu sous le nom Andreas de Clievere, Hans Conrad, Dominik Farent et Franz Perwon.

## Œuvres

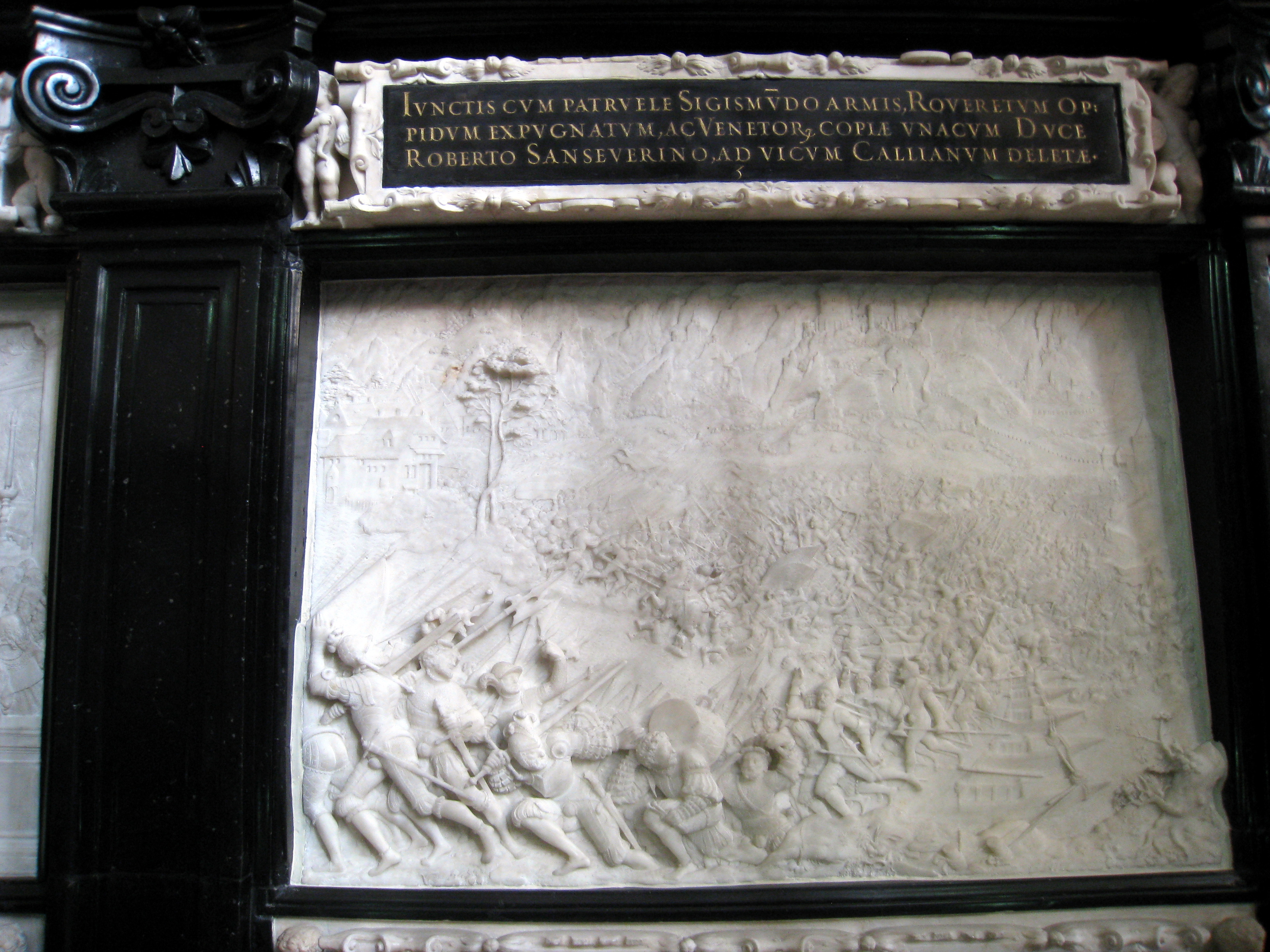
Cénotaphe de Maximilien Ier du Saint-Empire, relief en marbre sur la base de sculptures sur bois d'Albrecht Dürer
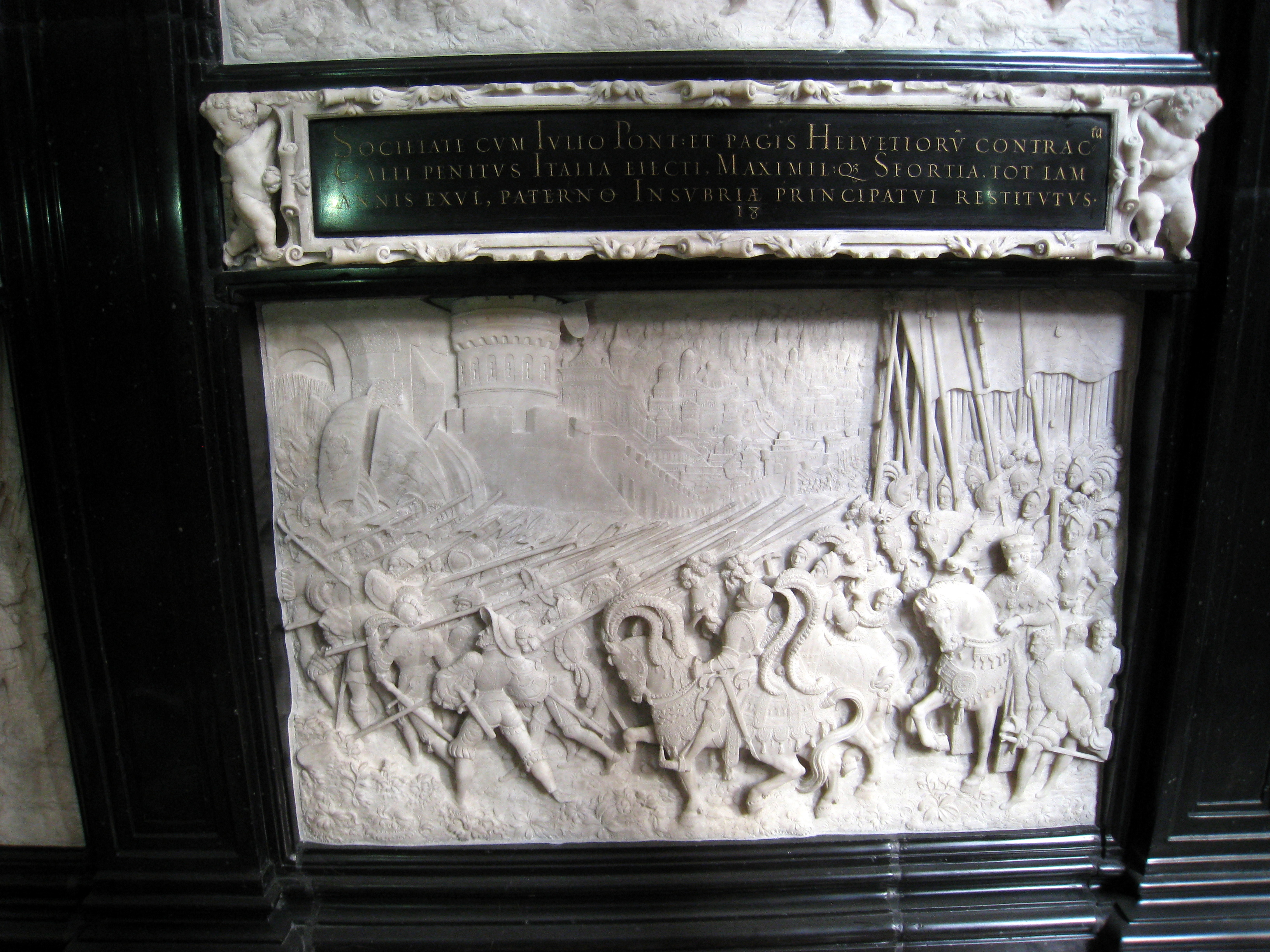
Cénotaphe de Maximilien
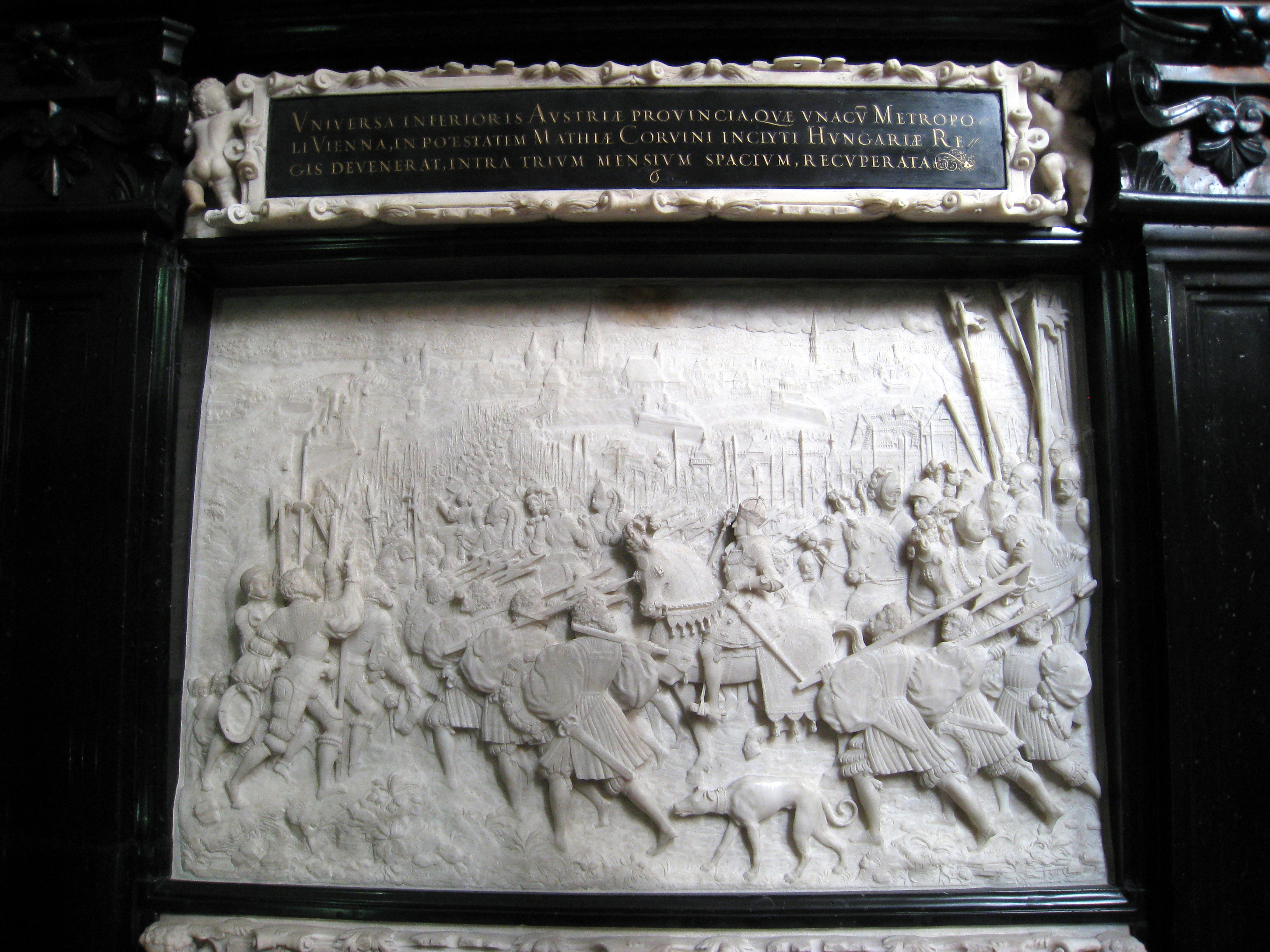
Cénotaphe de Maximilien
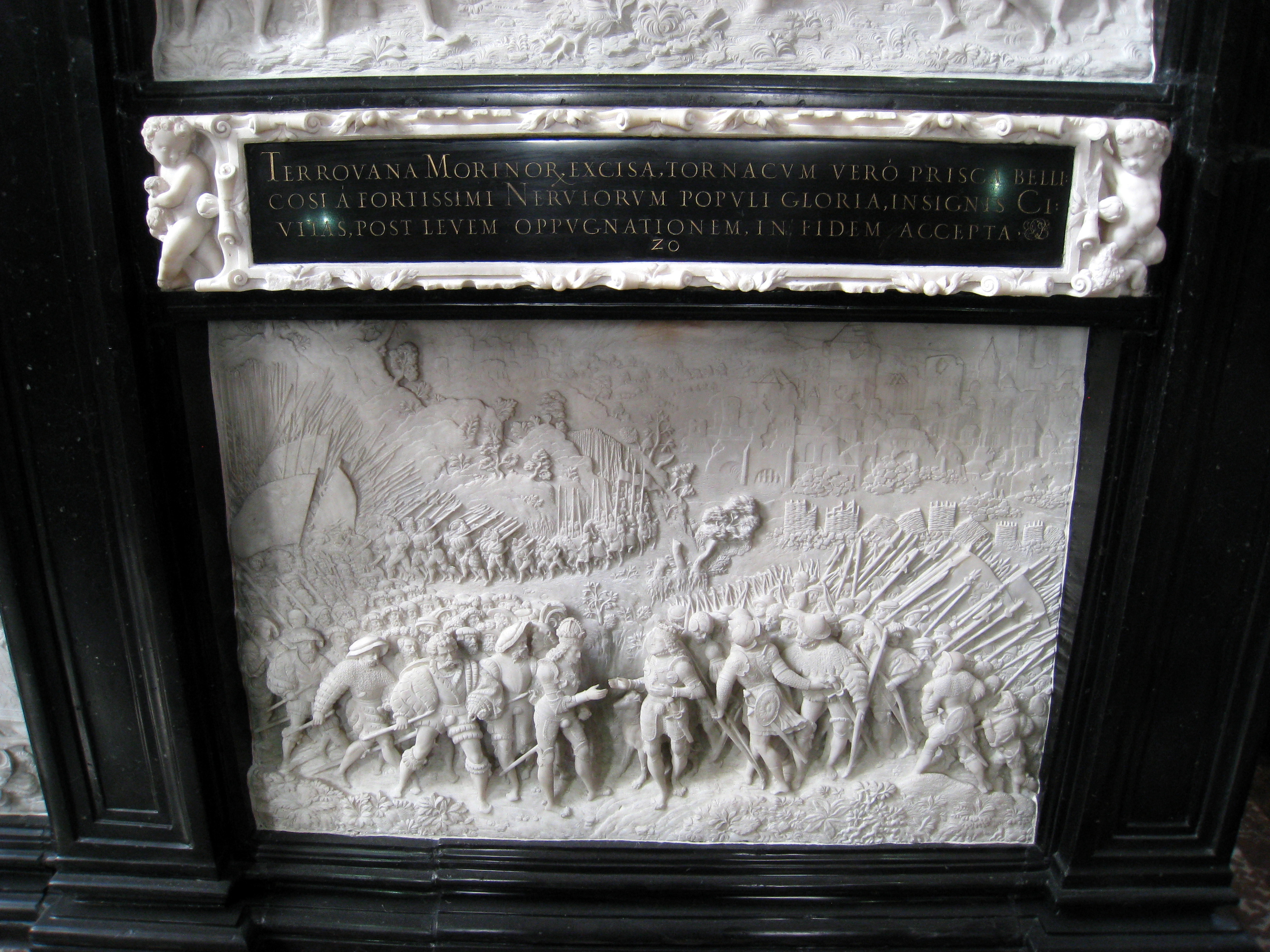
Cénotaphe de Maximilien
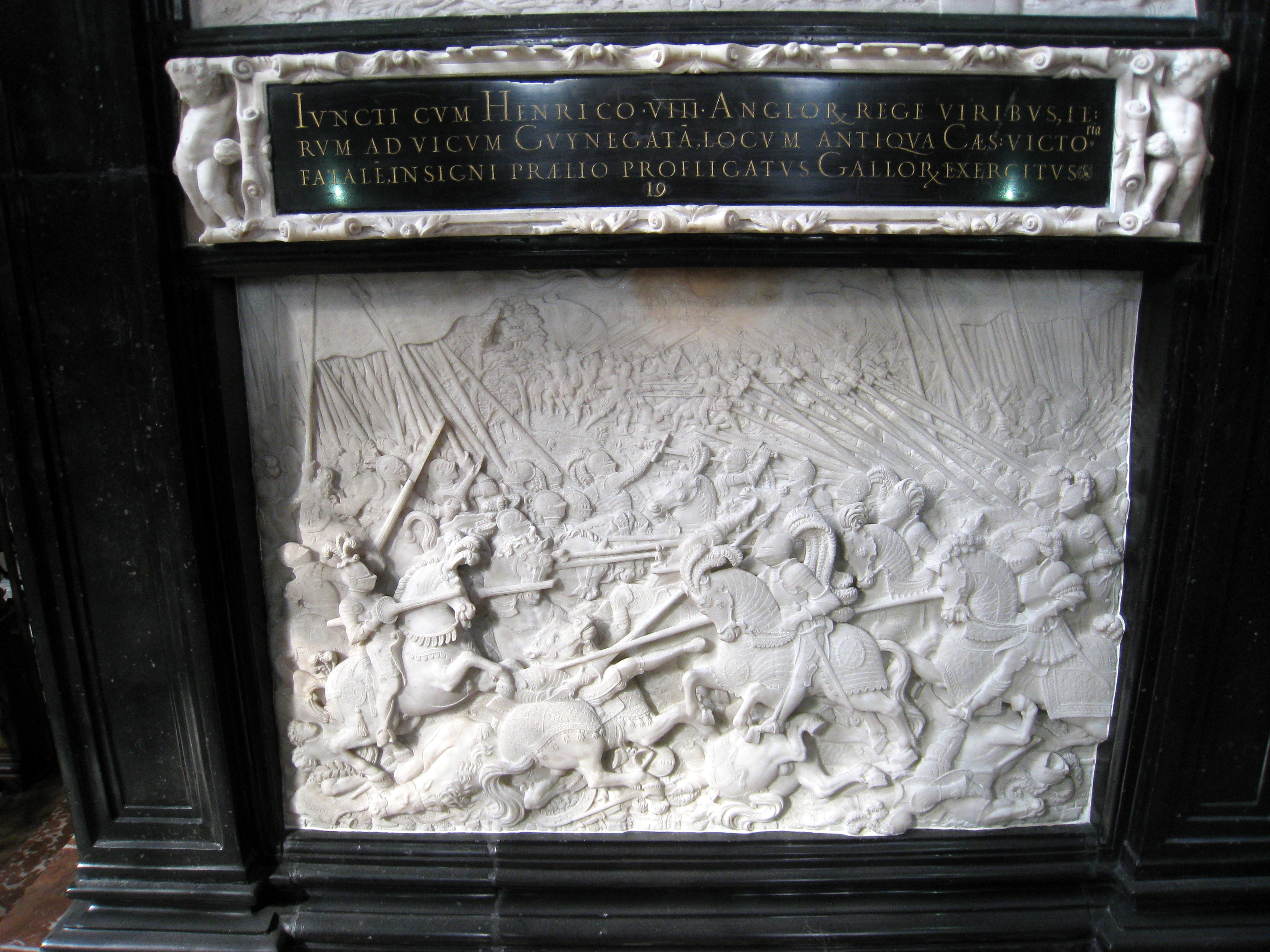
Cénotaphe de Maximilien

## Source de la traduction
- (en) Cet article est partiellement ou en totalité issu de l’article de Wikipédia en anglais intitulé « Alexander Colyn » (voir la liste des auteurs).